# Cratere Birkhoff
Birkhoff è un grande cratere lunare di 329,81 km situato nella parte nord-orientale della faccia nascosta della Luna, a nord del cratere Carnot.
La struttura, erosa e usurata, presenta una superficie interessata da impatti più recenti.
Il cratere è dedicato al matematico statunitense George David Birkhoff.

## Crateri correlati
Alcuni crateri minori situati in prossimità di Birkhoff sono convenzionalmente identificati, sulle mappe lunari, attraverso una lettera associata al nome.
| Birkhoff | Coordinate             | Diametro (in km) |
| -------- | ---------------------- | ---------------- |
| K        | 57°24′00″N 144°48′36″W | 58,23            |
| L        | 56°20′24″N 145°20′24″W | 35,15            |
| M        | 54°30′00″N 145°03′36″W | 25,33            |
| Q        | 56°11′24″N 151°04′12″W | 45,39            |
| R        | 57°16′48″N 153°24′36″W | 25,7             |
| X        | 61°37′12″N 150°25′12″W | 76,58            |
| Y        | 59°30′00″N 146°58′48″W | 25,42            |
| Z        | 60°58′48″N 145°52′48″W | 28,63            |